# Charitopes mellicornis
Charitopes mellicornis là một loài tò vò trong họ Ichneumonidae.